# Gombrèn
Gombrèn (bis 1984 Gombreny genannt) ist eine katalanische Gemeinde der Comarca Ripollès.

## Demografie
Einige Jahrhunderte hatte Gombrèn kaum 20 Einwohner, erst seit dem 18. Jahrhundert sind es mehrere Hundert, 1787 und 1857 wurden sogar über 1000 gezählt. Seitdem nimmt die Bevölkerung wieder ab und liegt aktuell bei etwa 200 Einwohnern.
Der bekannteste Sohn der Stadt ist Francisco Coll (1812–1875), Priester und Gründer einer dominikanischen Glaubenskongregation, der 1979 selig und 2009 heiliggesprochen wurde.